# Opius flavigaster
Opius flavigaster är en stekelart som beskrevs av Fischer 1957. Opius flavigaster ingår i släktet Opius och familjen bracksteklar. Inga underarter finns listade i Catalogue of Life.